# Cadeau diplomatique

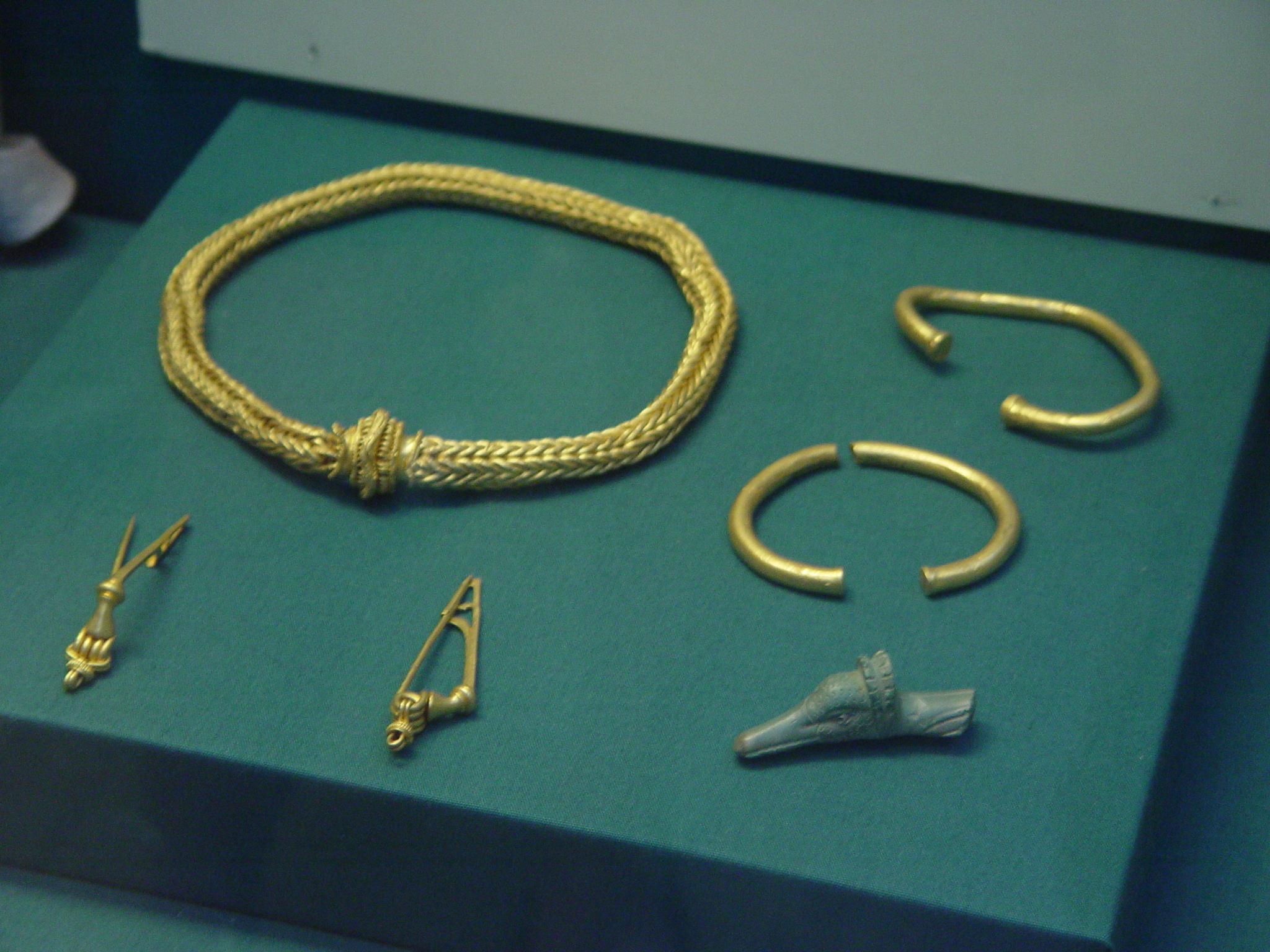
Le Trésor de Winchester (Âge de fer) a été considéré comme un cadeau diplomatique.

Un cadeau diplomatique est un objet ou un animal offert en cadeau par les représentants d'un État à ceux d'un autre État, souvent à l'occasion d'une visite d'État. 

## Histoire
L'échange de cadeaux est une pratique du monde grec et égyptien qui facilite les relations. Il permet également de montrer le savoir-faire d'un pays.

### Exemples
- La dague en fer météoritique retrouvée dans le tombeau de Toutânkhamon était probablement un cadeau diplomatique, venant peut-être du Mittani, le fer était extrêmement précieux quand les météorites en étaient la seule source connue[3]
- La Bible rapporte des échanges de cadeaux entre le roi Salomon et la Reine de Saba[4].
- Vers l'an 500, le roi d'Italie Théodoric le Grand offre à Gondebaud, roi de Burgondie, un cadran solaire et une horloge hydraulique[5]
- Vers la même époque, Thrasamund, roi des Vandales d'Afrique, offre à Théodoric le Grand des animaux sauvages pour les jeux du cirque organisés à Rome[6]
- Abul-Abbas, l'éléphant blanc de Charlemagne, était un cadeau du calife Hâroun ar-Rachîd ;
- La tunique d'Argenteuil serait un cadeau diplomatique reçu par Charlemagne de la part de l'impératrice Irène l'Athénienne;
- Imad al-Dawla Abdelmalik, roi musulman de Saragosse, offre au duc d'Aquitaine Guillaume IX un Vase de cristal d'Aliénor|vase en cristal pour le remercier de son aide face aux Almoravides;
- La fourrure était un cadeau prisé à l'époque médiévale, notamment de la part des Bulgares et des Russes[7] ;
- Les Mamelouks offraient couramment des esclaves, souvent castrés[7] ;
- La girafe Médicis;
- L'éléphante de Louis XIV était un cadeau du roi du Portugal;
- La girafe offerte à Charles X par Méhémet Ali;
- Au début du XIXe siècle, l' empereur d'Autriche François Ier reçoit un sabre perse de Fath Ali Chah Qadjar[8];
- Le resolute desk, bureau du président des Etats-Unis, a été offert par la reine Victoria[9].
- Les cigares cohiba ont été offerts par Fidel Castro à de nombreuses personnalités[10].
- Jusqu'en 1984, la Chine a offert si souvent des pandas géants qu'on a parlé de diplomatie du panda ; depuis ceux-ci sont seulement prêtés.
- Les diplomates suisses ont souvent offert des pendules Atmos aux chefs d'État[11].

## Malentendus et maladresses
Certains cadeaux ont pu être mal interprétés : l'historienne Marie-Karine Schaub cite l'exemple des chefs amérindiens qui ont offert des coiffes de plumes (très précieuses à leurs yeux) à des souverains européens qui les ont jugées ridicules et sans valeurs.
Louis XIV a préféré offrir un sabre qu'un portrait à l'Empire ottoman en raison de son interdiction religieuse.
Certains cadeaux diplomatiques ont pu être qualifiés de maladroits : ainsi, en 2012, David Cameron a offert à Barack Obama une table de tennis de table de marque Dunlop, la presse s'est aperçue du fait que, bien que de marque et de conception britannique, la table était fabriquée en Chine, illustrant la désindustrialisation du Royaume-Uni.
D'après l'historien du cheval Jean-Louis Gouraud, les chefs d'État français ont régulièrement mésinterprété la valeur de l'offre d'un cheval comme cadeau diplomatique par les chefs d'État algériens. Il cite une série de faux-pas de la part des présidents français et de l'administration des Haras nationaux : reléguer l'étalon Barbe Ouassal offert à Valéry Giscard d'Estaing en 1975 au rôle dégradant de souffleur ; laisser le diplomate Bernard Bajolet se plaindre du refus des autorités algériennes d'exporter l'étalon Barbe Qalbi vers la France alors que cette race n'y était plus officiellement reconnue ; dégrader l'étalon Mebrouk, cadeau d'Abdelaziz Bouteflika à Jacques Chirac, en race Arabe-Barbe ; castrer l'étalon Kheir offert à Nicolas Sarkozy en raison de sa contraction de l'artérite virale équine, et enfin séparer les deux chevaux offerts par Bouteflika à François Hollande en 2012 après leur arrivée en France. Gouraud estime que c'est probablement en raison de cette série d'incidents diplomatiques qu'Emmanuel Macron n'a pas reçu de cheval lors de sa visite en Algérie en décembre 2017.

## Statut et devenir des cadeaux reçus

### Aux États-Unis
Les États-Unis sont historiquement méfiants de l'usage des cadeaux diplomatiques en raison du risque de corruption. Leur liste est rendue publique, ils sont vendus aux enchères au-dessus de 500 $.

### En France
La plupart des cadeaux diplomatiques reçus par François Mitterrand et Jacques Chirac ont été versés à la collection de musées : Musée du Septennat (François Mitterrand) et Musée du Président Jacques Chirac.